# Hulladékgyűjtő sziget

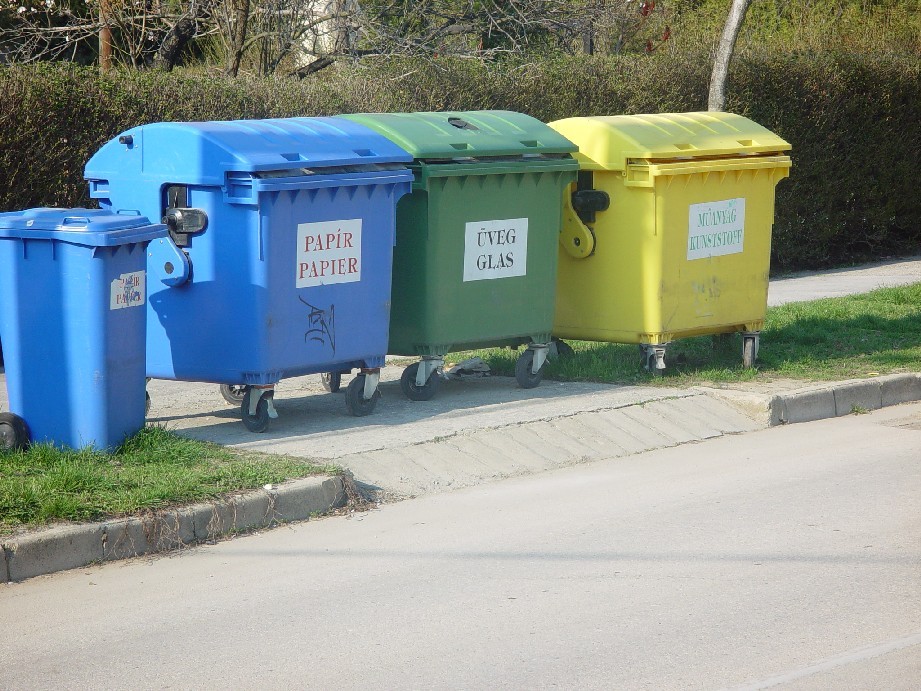
Magyarországi szelektív hulladékgyűjtő konténerek

A szelektív hulladékgyűjtő szigetek célja a lakossági szelektív hulladékgyűjtés népszerűsítése. A gyűjtőszigeteken lehetőség van a szelektíven gyűjtött hulladékokat napszaktól függetlenül elhelyezni.  Bár egyes országokban szabályozva van, hogy mikor szabad a hulladékokat a gyűjtőszigetekbe dobni, hogy ne zavarják a környéken lakók nyugalmát. 
A gyűjtőszigeteken általában az alábbi hulladékokat van lehetőség külön gyűjteni: 
- műanyag hulladék
- fehér üveg hulladék
- színes üveg hulladék
- papír hulladék
- fém hulladék

A gyűjtőszigeteket forgalmasabb területeken helyezik el, hogy azok mindenki által könnyen megközelíthetők legyenek. Ilyenek lehetnek például bevásárló központok, forgalmas útkereszteződések, iskolák. 

## Kapcsolódó oldalak
- Magyarországi hulladékgyűjtő szigetek adatbázisa
- Magyarországi hulladékudvarok adatbázisa